# 開産社

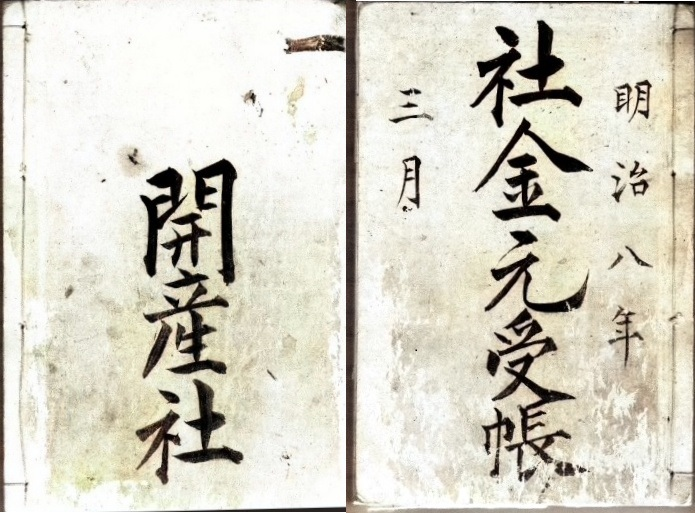
開産社社金元受帳

開産社（かいさんしゃ）は明治8年（1875年）に筑摩県によって半官半民で設立され、明治21年（1888年）に解散した金融業を主とする会社。
本社は筑摩県北深志町（現長野県松本市）におかれ、支社は当初、飯田町（現同県飯田市）と高山町（現岐阜県高山市）におかれた。

## 設立の経緯
初代筑摩県権令の永山盛輝は、明治6年11月16日の下問会議に、管下30大区長をはじめとする下問会議議員を集め、殖産興業、窮民救済の会社設立を下問し、明治7年（1874年）勧業社という会社を設立する。 勧業社は同明治7年12月10日、開産社と社名を変更し、翌明治8年（1875年）3月15日に開社式典を行う。。
勧業社が開産社と名前を変えた理由は、明治7年に内務省に設置された勧業寮への名前の抵触を避ける為とみられる。

## 設立の旨趣
勧業社（後の開産社）設立の目的は、殖産興業をもって貧民を富ますとともに、財本を蓄積し、助けが必要な貧民にこれを貸し出すことが出来る会社の設立にあった。
以下に明治6年の「勧業社条例」を掲げる。
なお下線部分は、「勧業社条例」にあって「開産社条例」に無い部分である。
明治8年（1875年）1月23日に「勧業社条例」（「開産社条例」）に続き「開産社規則」が設けられる。

## 元資
勧業社（後の開産社）の元資は、大まかな分類で次のようになっていた。
大蔵省からの無利子の融資は、”拝借金”と称し、融資にあたり政府から担保の提供を申し渡され、勧業社社長（後に開産社社長）となった大区長30名が各自所有の土地を抵当として提供した。一般庶民からの出資は、農地や宅地の面積をもとに米は相場の代金で徴収し、雑穀は各村に積置かせた。

## 融資の使用制限
「勧業社条例」（後に「開産社条例」）には受けた融資は、次のような事業を行うことに使用しなければならないことになっていた。

## 北原稲雄と松本新聞との対立
開産社は当初30名の大区長が交替で交番社長を務めたが、その後交番社長に加え、専任定詰社長2名が置かれるようになった。明治9年（1876年）8月22日筑摩県の信州側が長野県に合併され後、翌10年（1877年）4月北原稲雄が専任社長に就任する。北原稲雄は明治9年の筑摩県廃止まで官吏を務め、明治8年時は十等出仕であった。明治9年12年5月、北原稲雄社長は困窮士族救済のための特別措置に関する「奉願」を県へ提出する。明治10年8月以降、『松本新聞』（民権派新聞）の社説において編緯人（主筆）松沢求策が北原社長の士族優遇と専断運営を攻撃する。明治12年11月、県庁は開産社に対して社則改正の社員会議召集を要求。翌13年（1880年）2月、社則改正の協議会が県官を迎えて開催されるが、県庁の実質的な経営介入に対し北原は反発して途中で退席する。そして同年11月末には辞職し帰郷した。

## 新社長の選任
北原稲雄辞任後、「改正法案」起草委員として樋口与平・上篠四郎五郎ら5名が選出され、松沢求策も参加。14年に入り、「改正法案」に基づき長野県の南部7郡（旧筑摩県側）で改正委員51名を選出する。その後規則改正会議が何度か開催されるが、欠席者が多く議事がまとまらなかったようである。同年9月にようやく規則改正案を決議するに至る。明治14年11月、南部7郡から選出された議員により社長選挙が実施され、上伊那郡小野村の在野の倉澤清也（倉澤義随、島崎藤村作「夜明け前」では、倉澤義髄となっている）が当選する。なお上記起草委員の樋口与平は北原稲雄の弟であり、倉澤清也の社長就任に際し、南部7郡にそれぞれ支社がおかれ、その支社長を副社長と称するが、樋口はその1人となり、社長の清也を補佐する。

## 開産社の苦悩と解散
倉澤清也が開産社社長となった明治14年、開産社は県の保護干渉を脱し、完全な民営となる。しかしながらこの後開産社に待っていたものは、決して平坦な道ではなかった。明治14年ごろは、不換紙幣の暴落により、この対策として、紙幣整理政策が実行されつつあり、物価は暴落し、経済の不振により貸付金の回収は滞った。開産社の織物工場も損失が多く、経営困難となり、明治16年には民間人に貸与し、事業継続を図るに至った。
このような困難な状況下で、倉澤清也以下新たに選出された人たちは、鋭意この回収整理に努め、県借用金及び、大蔵省拝借金等順次償還を行った。明治17年7月より明治18年6月までの開産社考課帖付属標によると、金1,776円29銭9厘の純利益を出している。しかしこの時期、各地に設立された銀行は、ほぼ同様の業務を司る開産社存続の意義を減じ、明治18年9月の通常総会成義案に開産社の解散分離の議案が提出されるに至り、貸付金の回収がほぼ終了した明治21年、開産社はその役目を終えて解散する。結局、拝借金は全て完済し、貸付金を含む総資産53,000円余りの資産を計上し、これを最初の積穀高に按分し各郡に分配した。